# 帕维尔·苏多普拉托夫
帕维尔·阿纳托利耶维奇·苏多普拉托夫（1907年7月7日—1996年9月26日），苏联情报机构成员，中将军衔，曾参与1940年刺杀原苏俄领导人托洛茨基的行动，窃取美国研制原子弹的曼哈顿计划信息的行动和1944年对德国进行战略欺骗的行动。担任内务人民委员部“C”处处长。1953年被捕入狱15年。1994年，苏多普拉托夫出版自传《特别任务：一名不受欢迎的见证者——一位苏联间谍首脑的回忆录》，向外界解密苏联情报机构的秘密，如苏联在中国人民解放军发动辽沈战役、淮海战役、平津战役、渡江战役这些战略进攻行动期间特意引发“柏林危机”，是斯大林和毛泽东共同协商而做出的一个重大战略计划，他们想以此转移美国对中国内战的注意，将美国的援助重心牵制在欧洲，减少美国对国民党军队的援助力度。